# Марцано, Антонио
Антонио Марцано (итал. Antonio Marzano; род. 18 февраля 1935, Рим) — итальянский экономист и политик.

## Биография
Профессор экономической и финансовой политики, а также монетарной истории и политики. Преподавал в римском университете Ла Сапиенца и в Свободном международном университете имени Гвидо Карли. Лауреат премии Сканно в категории «экономика».
В 1994 году вступил в партию Сильвио Берлускони «Вперёд, Италия», в 1996 году избран в Палату депутатов по партийному списку от 1-го многомандатного округа области Венеция и стал заместителем лидера фракции, а также возглавил Двухпалатную комиссию по реформе государственного бюджета и вошёл в Комитет Драги по приватизации. В 2001 году был переизбран в парламент и получил портфель министра производственной деятельности во втором правительстве Берлускони (2001—2005). К числу наиболее значимых инициатив Марцано на этом посту относится законопроект о спасении предприятий в кризисе, под действие которого попала и компания Parmalat. В 2005 году возглавил Национальный совет экономики и труда (CNEL), с 2008 по 2009 год возглавлял Комиссию по вопросам будущего Рима, учреждённую решением мэра Джанни Алеманно.

## Труды
- I crediti e i debiti dello Stato, relazione ISTAT, Roma, 1967.
- Politica economica dei grandi aggregati, Bari, 1972.
- Teoria e politica del grado di liquidità, Padova, 1977.
- La nuova instabilità, Novara, 1978.
- Politica macroeconomica, Torino, 2006.
- Roma, Porta dei Tempi, Roma, 2009.